# Wahlen zum Repräsentantenhaus der Vereinigten Staaten 1968
Bei den Wahlen zum Repräsentantenhaus der Vereinigten Staaten 1968 wurden am 5. November 1968 die Abgeordneten des Repräsentantenhauses der Vereinigten Staaten gewählt. Die Wahlen waren Teil der allgemeinen Wahlen zum 91. Kongress der Vereinigten Staaten in jenem Jahr, bei denen auch ein Drittel der US-Senatoren gewählt wurden. Gleichzeitig fand auch die Präsidentschaftswahl des Jahres 1968 statt, die der Republikaner Richard Nixon gewann.
Die Zahl der zu wählenden Abgeordneten betrug 435. Die Sitzverteilung basierte auf der Volkszählung von 1960.
Bei den Wahlen verloren die Demokraten 5 Sitze im Vergleich zur letzten Wahl im Jahr 1966. Trotzdem konnten sie mit 243 Mandaten ihre absolute Mehrheit behaupten. Die Republikaner gewannen entsprechend 5 Sitze hinzu und kamen nun auf 192 Kongressabgeordnete. Wahlkampfthemen waren der unpopuläre Vietnamkrieg und die Rassenunruhen in vielen amerikanischen Städten. Außerdem gab es im Vorfeld der Wahlen politische Morde wie z. B. an Robert F. Kennedy oder Martin Luther King. Besonders die Ermordung Kennedys schadete insofern den Demokraten, als damit ihr voraussichtlicher Präsidentschaftskandidat ausfiel und der Weg für den Republikaner Nixon in das Amt des Präsidenten leichter wurde. Die Veränderungen im Repräsentantenhaus waren eher unbedeutend, zumal sich in einer der Hauptfragen, dem Vietnamkrieg, beide Parteien für eine Fortsetzung des Krieges aussprachen.

## Wahlergebnis
- Demokratische Partei 243 (248) Sitze
- Republikanische Partei 192 (187) Sitze

Gesamt: 435 (435)
In Klammern sind die Ergebnisse der letzten Wahl zwei Jahre zuvor. Veränderungen im Verlauf der Legislaturperiode, die nicht die Wahlen an sich betreffen, sind bei diesen Zahlen nicht berücksichtigt, werden aber im Artikel über den 91. Kongress im Abschnitt über die Mitglieder des Repräsentantenhauses bei den entsprechenden Namen der Abgeordneten vermerkt. Daher kommt es in den Quellen gelegentlich zu unterschiedlichen Angaben, da manchmal Veränderungen während der Legislaturperiode in die Zahlen eingearbeitet wurden und manchmal nicht. Das angeführte Wahlergebnis basiert auf der unten angeführten Quelle (Party Divisions).

## Weblink
- Party Divisions